# Cecil Augusta
Cecil Augusta, född 1920, är en amerikansk bluesmusiker. Den enda kända inspelningen av honom, "Stop All the Buses" gjordes av Alan Lomax i Memphis, Tennessee 1959. Det kom emellertid att dröja till 2003 innan inspelningen utgavs på samlingen Alan Lomax: The Blues Songbook.
Musikologen David Evans har beskrivit Augusta som "The perfect example of an artist who shows up at a field recording session and leaves before anyone realizes how good he was". Evans konstaterar även att Augusta hade en speciell typ av gitarrteknik, lik den som kom att bli tongivande inom den senare elektrifierade bluesgenren.